# XXXV secolo a.C.
Il XXXV secolo a.C. (trentacinquesimo secolo avanti Cristo) è il secolo che inizia nell'anno 3500 a.C. e termina nell'anno 3401 a.C. incluso.

## Eventi

### Vicino oriente
- c. 3500 a.C.: Prima probabile guerra nella storia: La città di Hamoukar in Siria probabilmente distrutta da un conflitto (nomadi?)

### Europa
- c. 3500 a.C. - Romania: Presunta datazione delle tavolette di Tărtăria (Cultura Vinča), considerate da qualcuno il primo esempio di scrittura al mondo.

### Asia centrale e India
- c. 3500 a.C.
  - Asia centrale: Cultura calcolitica di Afanasevo in Asia Centrale (fino al 2300 a.C.) -Popolazioni seminomadi di pastori e agricoltori (forse indoeuropei?)
  - India: Il Dravidianismo, forma originaria di Induismo originata nel 6000 a.C., si diffonde in India meridionale

### Americhe
- c. 3500 a.C. - Colombia: Prime arti rupestri a Chiribiquete (Caquetá).

## Innovazioni, scoperte, opere
- Mesopotamia: Architetture canonizzate, piccole mattonelle, probabili scritture pittografiche e/o ideografiche
- Egitto: Addomesticamento del gatto
- Europa: Prima probabile scrittura ideografica, rinvenuta in Romania
- Cina: Primo uso dello stagno (implementazione del bronzo)
- Sud est asiatico: Coltivazione del riso, addomesticamento della gallina, prima metallurgia del bronzo nel mondo
- Americhe: Agricoltura del cotone, fagioli, zucca e peperoncino, addomesticamento di Lama e Alpaca